# Thunder (película)
Thunder es un melodrama mudo de 1929 estadounidense  que protagoniza Lon Chaney y dirigido por William Nigh. La película no tenía diálogos pero ya presentaba una banda sonora sincronizada y efectos de sonido. Fue la penúltima película de Chaney y su última película muda.
La mayor parte del largometraje se considera perdido, con apenas diez minutos de metraje superviviente.

## Trama
Lon Chaney interpreta a Grumpy Anderson, un maquinista obsesionado con llevar su tren siempre puntualmente. Su manía con la prontitud causa varias tragedias que le alejan de su familia. Al final, el maquinista restaura su fe y valida su obsesión al forzar su tren a través de una inundación para llevar suministros de la Cruz Roja a las víctimas necesitadas.

## Notas de producción

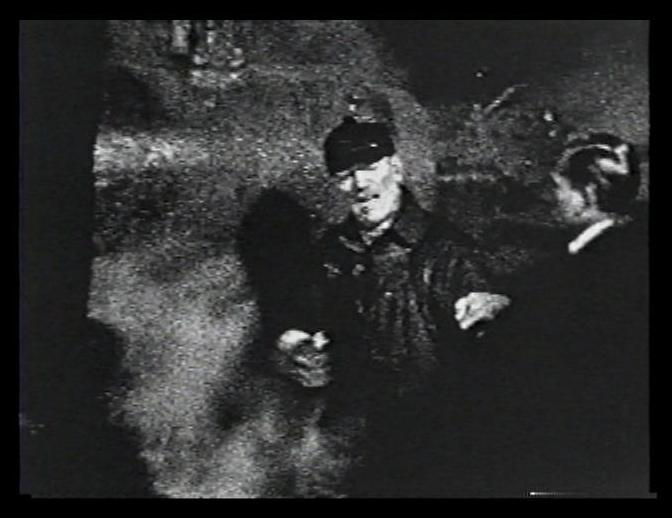
Fotograma en película de 9.5mm casera filmada por Wencel Brezinski en marzo de 1929 en el set de rodaje de "Thunder" en Wisconsin Nororiental

## Reparto
- Lon Chaney como Grumpy Anderson
- Phyllis Haver como Zella
- James Murray como Tommy
- Tom Keene como Jim
- Frances Morris como Molly
- Wally Albright, Jr. como Davey
- John MacIntosh como ferroviario
- Jay Berger sin acreditar
- Frankie Genardi sin acreditar